# Идзьо, Виктор Вячеславович
Идзьо Виктор Вячеславович (укр. Віктор Святославович Ідзьо; Ивано-Франковск, 26 ноября 1960 года) — украинский историк.Директор Института Восточной Европы. В течение последних 15 лет у него опубликовано более 500 статей и 21 монографий, касающихся украинской истории. Считается одним из экспертов в истории Украины IX—XIII века, ранней славянской культуры, кельтской культуры на территории Украины.

## Биография
- B 1984 году факультет истории Карпатского национального университета.
- C 1986-97 Инспектор Ивано-Франковской областной департамент образования.
- C 1987—1997 годы-преподаватель истории в Ивано-Франковске.
- C 1988—1992 годы-преподаватель истории в Москве. 1992-2002-аспирант Московского государственного педагогического университета. Защитил докторскую диссертацию: «Роль кельтов в формировании политических, религиозных и культурных организаций славян на территорию Украины».
- C 1997-2002-в Московском государственном педагогическом университете.
- C 1998 — профессор Московского государственного педагогического университета.
- C 2002 года — член Президиума Международной академии наук Евразии.